# Vīgners-Denkmal

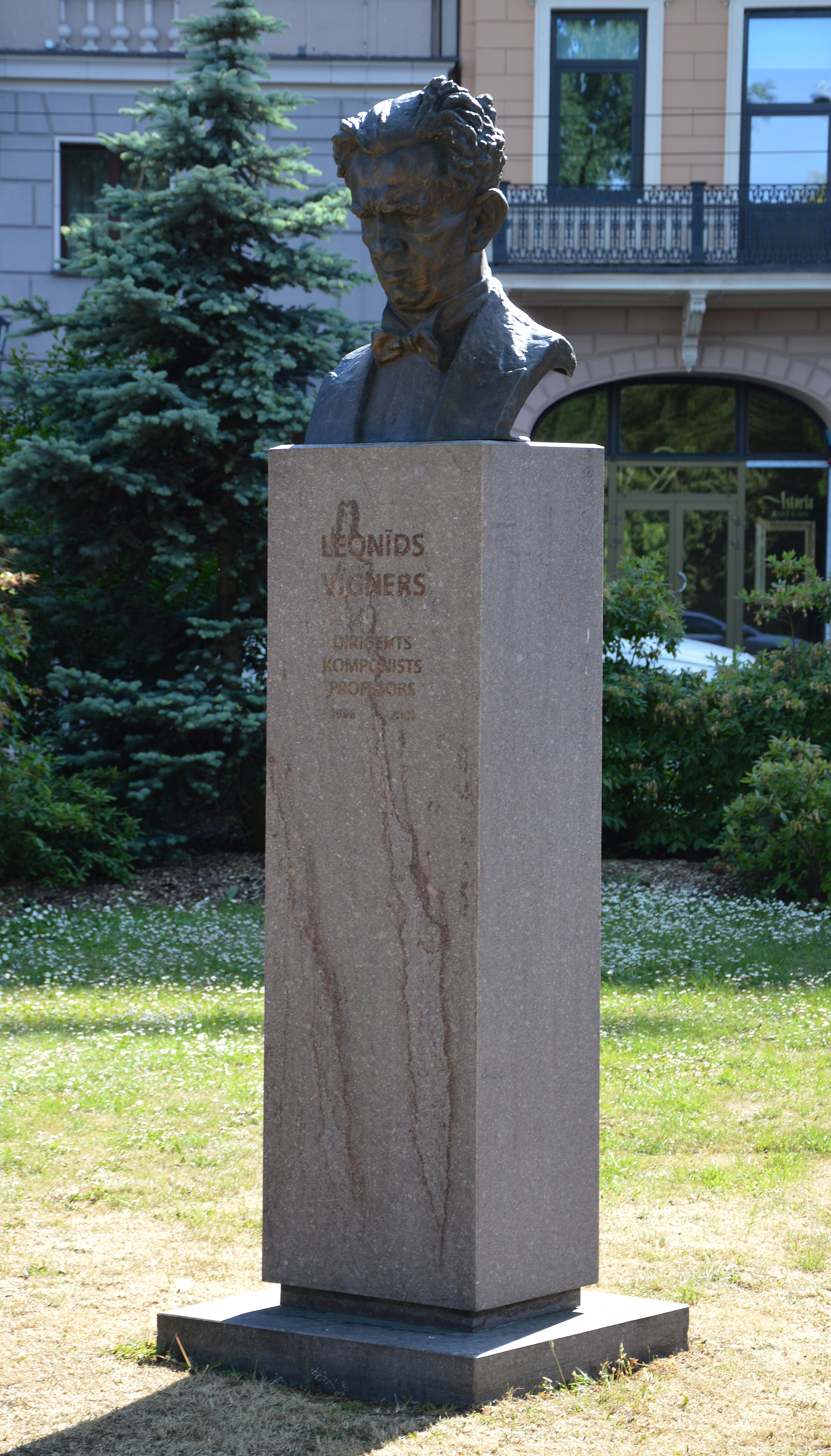
Vīgners-Denkmal

Das Vīgners-Denkmal ist ein Denkmal für den Dirigenten und Komponisten Leonīds Vīgners in der lettischen Hauptstadt Riga.
Es befindet sich im Park Basteiberg am östlichen Rand der Rigaer Altstadt, nördlich vor der Lettischen Nationaloper. Westlich des Denkmals verläuft der Aspasia-Boulevard (lettisch Aspazijas bulvāris).
Das 2,45 Meter hohe Denkmal besteht aus einer Leonīds Vīgners darstellenden, auf einer Granitstele thronenden Büste. Es wurde am 3. Mai 2007 enthüllt. Die Büste wurde im Ursprung von Lea Davidova-Medene bereits im Jahr 1955 geschaffen. Die Verwendung für das Denkmal geht auf eine Idee der Kinder Vīgners, Daina Vīgnere und Ivar Vigners, zurück. Der Bildhauer Dzintars Lemhens fertigte von der Büste einen Gipsabdruck an, der dann als Vorlage des Denkmals diente. Die Metallarbeiten erfolgten durch Guntis Dubavs, als Architekt war Edvīns Vecumnieks beteiligt.
Auf der Stele unterhalb der Büste befindet sich in lettischer Sprache die Inschrift:
LEONĪDS

VĪGNERS

DIRIGENTS

KOMPONISTS

PROFESORS

1906 2001
(deutsch: Leonīds Vīgners Dirigent Komponist Professor 1906 bis 2001)